# Prunus hippophaeoides
Prunus hippophaeoides är en rosväxtart som först beskrevs av Joseph Friedrich Nicolaus Bornmüller, och fick sitt nu gällande namn av Joseph Friedrich Nicolaus Bornmüller. Prunus hippophaeoides ingår i släktet prunusar, och familjen rosväxter. Inga underarter finns listade i Catalogue of Life.